# 阿勒格尼河
阿勒格尼河（英語：Allegheny River，發音：/ˌæləˈɡeɪni/）是美國東部俄亥俄河的一条主要支流，与莫农加希拉河在匹兹堡汇合形成俄亥俄河。阿勒格尼河的名稱來自萊納佩語，意思是「美麗的溪流」，另有傳說有一個叫Allegewi的部落曾住在河畔。

## 延伸阅读
- Schafer, Jim; Mike Sajna. . University Park, Pennsylvania, US: The Pennsylvania State University Press. 1992. ISBN 978-0-271-00836-3.